# Drosophila milolii
Drosophila milolii är en tvåvingeart som beskrevs av Karl N. Magnacca och O'grady 2008. Drosophila milolii ingår i släktet Drosophila och familjen daggflugor.
Artens utbredningsområde är Hawaii.